# Sophos
A Sophos Group plc brit biztonsági szoftvereket és hardvert gyártó cég. Termékeket fejleszt ki kommunikációs végpont, titkosítás, hálózati biztonság, e-mail-biztonság, mobil biztonság és egységes fenyegetéskezelés érdekében. Elsősorban a középpiac és a pragmatikus vállalkozás számára nyújt biztonsági szoftvert a 100–5000 székhelyű szervezetek számára. Az otthoni felhasználókat is védi az ingyenes víruskereső szoftver (Sophos Home) segítségével, amely a termék funkcionalitását mutatja. A listát a londoni tőzsdén jegyzik, és az FTSE 250 index részét képezi. 

## Története
A Sophost Jan Hruska és Peter Lammer alapították, 1985-ben kezdték gyártani az első víruskereső és titkosítási termékeket. Az 1980-as évek végén és az 1990-es években a Sophos elsősorban az Egyesült Királyságban számos biztonsági technológiát fejlesztett ki és értékesített, beleértve a legtöbb felhasználó (magán- vagy üzleti) számára elérhető titkosítási eszközöket. Az 1990-es évek végén a Sophos erőfeszítéseit a víruskereső technológiák fejlesztésére és értékesítésére összpontosította, és nemzetközi terjeszkedési programot indított.  
2003-ban a Sophos megvásárolta az ActiveState-ot, egy észak-amerikai szoftvergyártót, amely anti-spam szoftvert fejlesztett ki. Abban az időben a vírusokat elsősorban az e-mail-levélszeméten keresztül terjesztették, és ez lehetővé tette a Sophos számára, hogy kombinált anti-spam és víruskereső megoldást készítsen. 2006-ban Peter Gyenest és Steve Munfordot nevezték ki a Sophos elnökének és vezérigazgatójának. Jan Hruska és Peter Lammer az igazgatótanács tagjai maradtak. 2010-ben a Sophos többségi részesedését az Apaxnak adták el. 2010-ben Nick Bray, a Micro Focus International korábbi CFO-ja a Sophos CFO-ja lett. 
2011-ben az Utimaco Safeware AG-t (a Sophos 2008-2009-ben vásárolta meg) azzal vádolták, hogy adatmegfigyelési és nyomkövető szoftvereket szolgáltatott olyan partnereknek, akik továbbadták olyan kormányoknak, mint például Szíria. Sophos bocsánatkérést tett közzé, megerősítette, hogy felfüggesztették kapcsolataikat a szóban forgó partnerekkel, és vizsgálatot indított. 2012-ben Kris Hagerman, a Corel Corporation korábbi vezérigazgatója a Sophos vezérigazgatója lett, és csatlakozott a társaság igazgatóságához. 2014 februárjában a Sophos bejelentette, hogy megvásárolta a Cyberoam Technologies-t, a hálózati biztonsági termékek szolgáltatóját. 

## Beszerzések és partnerségek
2003 szeptemberétől 2006 februárjáig a Sophos az ActiveState anyavállalata volt, amely a dinamikus programozási nyelvek programozási eszközeinek fejlesztője. 2006 februárjában az ActiveState önálló cég lett, amikor eladták a vancouveri kockázatitőke-cégnek, a Pender Financialnak. 2007-ben a Sophos megvette az ENDFORCE-t (a cég székhelye Ohio, Egyesült Államok), amely a biztonsági irányelveknek való megfelelést és hálózati hozzáférést vezérlő (NAC) szoftvert fejlesztett és értékesített.  
2008 júliusában a Sophos bejelentette, hogy szándékában áll felvásárolni az Utimaco Safeware AG-t. 2009 júliusában a Sophos befejezte az Utimaco Safeware AG integrációját. 2010 májusában a Sophos végleges megállapodásra jutott abban, hogy a vállalat többségi részesedését az Apax Partnersnek, egy globális magántőkecsoportnak értékesíti.
2012-ben a Sophos megvásárolta a VirusBuster - egy magyar vírusvédelmi cég - maradványait, miután bezárták a céget. 2012 áprilisában a Sophos megvásárolta a DIALOGS-ot, a németországi székhelyű magánvállalkozású mobilkezelő megoldások szolgáltatóját.
2014 februárjában a Sophos bejelentette, hogy megvásárolta a Cyberoam Technologiest, a világ egyik vezető hálózati biztonsági termékét. 2014 októberében a Sophos megvásárolta a Mojave Networksot, a vezető felhőalapú biztonsági céget. 2015. december 14-én a Sophos megvásárolta a SurfRightot, egy kis holland vállalatot a HitmanPro mögött, hogy megerősítse végpontvédelmi termékeit. 2016 novemberében a Sophos megvásárolta a Barricade-t, egy úttörő start-up-ot egy erőteljes, gépi tanulási technikákon alapuló, magatartás alapú analitikus motorral, hogy megerősítse a szinkronizált biztonsági képességeket és a következő generációs hálózatot és a végpontvédelmet. 2017 februárjában a Sophos megvásárolta az Invincea-t, egy szoftvergyártó céget, amely kártékony fenyegetések észlelését, megelőzését és bűncselekmények elkövetését megelőző, bűncselekményekkel kapcsolatos hírszerzést nyújt.

## Fordítás
Ez a szócikk részben vagy egészben  a   Sophos című angol Wikipédia-szócikk ezen változatának fordításán alapul.  Az eredeti cikk szerkesztőit annak laptörténete sorolja fel. Ez a jelzés csupán a megfogalmazás eredetét és a szerzői jogokat jelzi, nem szolgál a cikkben szereplő információk forrásmegjelöléseként.